# Модест М'Бамі
Модест М'Бамі (фр. Modeste M'Bami, 9 жовтня 1982, Яунде — 7 січня 2023, Гавр) — камерунський футболіст, що грав на позиції півзахисника.
Виступав, зокрема, за клуби «Парі Сен-Жермен» та «Марсель», а також національну збірну Камеруну. У складі збірної — олімпійський чемпіон та срібний призер Кубка конфедерацій та Кубка африканських націй.

## Клубна кар'єра
Розпочав грати у футбол на батьківщині за «Динамо» з рідного міста Яунде, а 2000 року у складі французького клубу «Седан». Незважаючи на молодий вік, камерунець зіграв десять матчів у своєму першому сезоні у французькому вищому дивізіоні та допоміг своєму клубу зайняти п'яте місце та вийти до Кубка УЄФА. Модест швидко став основним гравцем і зіграв ще 58 матчів у Лізі 1 протягом двох наступних сезонів.
У 2003 році «Седан» вилетів у французький другий дивізіон, і М'Бамі підписав п'ятирічний контракт з «Парі Сен-Жерменом», який заплатив за гравця 3 мільйони євро. Під час свого першого сезону у столичному клубі М'Бамі конкурував з іншим молодим опорним півзахисником Лоріком Цана. Незважаючи на брак досвіду, вони зіграли велику роль у вдалому сезоні клубу, в якому він фінішував другим у французькому першому дивізіоні та виграв Кубок Франції. Сезон 2004/05 був менш успішним, в якому М'Бамі боровся з травмою і менше виходив на поле, але саме у цьому розіграші він дебютував у Лізі чемпіонів. У сезоні 2005/06 років М'Бамі допоміг «Парі Сен-Жермену» здобути ще один титул Кубка Франції, втім у чемпіонаті клуб фінішував лише 9-м.
У серпні 2006 року М'Бамі перейшов у «Марсель», підписавши трирічний контракт, де знову став конкурувати з Лоріком Цана, який перебрався у «Марсель» сезоном раніше. Граючи у складі «Марселя» Модест також здебільшого виходив на поле в основному складі команди і двічі ставав віце-чемпіоном Франції, а також одного разу дійшов до фіналу національного кубка. Після закінчення контракту з «Марселем» наприкінці сезону 2008/09 та не підпадаючи під плани нового головного тренера Дідьє Дешама, клуб відпустив камерунця у статусі вільного агента.
З тих пір М'Бамі перебував на перегляді в англійських клубах Прем'єр-ліги «Портсмут», «Болтон Вондерерз», «Вулвергемптон Вондерерз» та «Віган Атлетік», але ніде не залишився і 30 вересня 2009 року перейшов до іспанської «Альмерії», щоб зайняти позицію в центрі поля після серйозної травми, яку зазнав Фабіан Варгас у матчі збірних. Модест швидко грав за команду, в якій провів два сезони, поки 2011 року команда не вилетіла з Ла Ліги.
У липні 2011 року М'Бамі приєднався до клубу другого китайського дивізіону «Далянь Аербін» і негайно був відданий в оренду в клуб Суперліги Китаю «Чанчунь Ятай», де грав до кінця сезону 2011 року, зайнявши з командою 7 місце. М'бамі повернувся до «Далянь Аербін» в 2012 році, однак не міг грати за клуб в сезоні ліги 2012 року через обмеження на кількість іноземних гравців. В результаті М'Бамі в липні 2012 року перейшов у клуб саудівської Про-ліги «Аль-Іттіхад», з яким виграв Королівський кубок Саудівської Аравії у 2013 році.
У 2014 році він переїхав до Колумбії, приєднавшись до столичного футбольного клубу «Мільйонаріос», куди його запросив головний тренер команди іспанець Хуан Мануель Лільйо, який вже працював з гравцем у «Альмерія» в 2009—2010 роках.
Завершив професійну ігрову кар'єру у клубі «Гавр» з французької Ліги 2, за який виступав протягом 2014—2016 років.

## Виступи за збірні
1999 року залучався до матчів молодіжної збірної Камеруну. У її складі взяв участь у молодіжному чемпіонаті світу 1999 року в Нігерії, де забив гол у матчі 1/8 фіналу з Малі, але його команда програла 4:5 і покинула турнір.
Наступного року у олімпійської збірної Камеруну взяв участь у футбольному турнірі Олімпійських ігор 2000 року у Сіднеї, ставши зі збірною олімпійським чемпіоном. При цьому саме М'Бамі забив золотий гол у чвертьфінальному матчі проти одного з головних фаворитів турніру збірної Бразилії (2:1).
2000 року дебютував в офіційних матчах у національній збірній Камеруну. У складі збірної був учасником розіграшу Кубка конфедерацій 2003 року у Франції, де зіграв у всіх п'яти іграх і разом з командою здобув «срібло». Згодом двічі брав участь у континентальній першості — Кубку африканських націй 2004 року у Тунісі, в якому Камерун не пройшов чвертьфінал, зазнавши поразки від Нігерії (1:2), та Кубка африканських націй 2008 року у Гані, де разом з командою здобув «срібло», програвши у фіналі Єгипту (0:1).
Всього протягом кар'єри у національній команді, яка тривала 10 років, провів у її формі 38 матчів, забивши 3 голи.

## Статистика виступів

### Статистика виступів за збірну
| Дата       | Місто          | Господарі            | Результат  | Гості       | Турнір                                      | Голи | Примітки |
| ---------- | -------------- | -------------------- | ---------- | ----------- | ------------------------------------------- | ---- | -------- |
| 18-6-2000  | Триполі        | Лівія                | 0 – 3      | Камерун     | Відбір до ЧС 2002                           | -    | 86'      |
| 9-7-2000   | Яунде          | Камерун              | 3 – 0      | Ангола      | Відбір до ЧС 2002                           | -    | 77'      |
| 4-10-2000  | Сен-Дені       | Франція              | 1 – 1      | Камерун     | товариський матч                            | -    | 88'      |
| 17-5-2002  | Копенгаген     | Данія                | 2 – 1      | Камерун     | товариський матч                            | 1    | 46'      |
| 27-3-2003  | Туніс (місто)  | Мадагаскар           | 0 – 2      | Камерун     | товариський матч                            | -    |          |
| 30-3-2003  | Туніс (місто)  | Туніс                | 1 – 0      | Камерун     | товариський матч                            | -    |          |
| 19-6-2003  | Сен-Дені       | Камерун              | 1 – 0      | Бразилія    | Кубок Конфедерацій                          | -    |          |
| 21-6-2003  | Сен-Дені       | Камерун              | 1 – 0      | Туреччина   | Кубок Конфедерацій                          | -    |          |
| 23-6-2003  | Сен-Дені       | Камерун              | 0 – 0      | США         | Кубок Конфедерацій                          | -    | 75'      |
| 26-6-2003  | Ліон           | Колумбія             | 0 – 1      | Камерун     | Кубок Конфедерацій                          | -    |          |
| 29-6-2003  | Сен-Дені       | Камерун              | 0 – 1 д.ч. | Франція     | Кубок Конфедерацій                          | -    | 89'      |
| 25-1-2004  | Сус            | Камерун              | 1 – 1      | Алжир       | Кубок африканських націй 2004 - 1-й етап    | -    |          |
| 29-1-2004  | Сфакс          | Камерун              | 5 – 3      | Зімбабве    | Кубок африканських націй 2004 - 1-й етап    | 2    |          |
| 3-2-2004   | Монастір       | Камерун              | 0 – 0      | Єгипет      | Кубок африканських націй 2004 - 1-й етап    | -    |          |
| 8-2-2004   | Монастір       | Камерун              | 1 – 2      | Нігерія     | Кубок африканських націй 2004 - чвертьфінал | -    | 33'      |
| 6-6-2004   | Яунде          | Камерун              | 2 – 1      | Бенін       | Відбір до ЧС 2006                           | -    |          |
| 18-6-2004  | Місурата       | Лівія                | 0 – 1      | Камерун     | Відбір до ЧС 2006                           | -    | 86'      |
| 4-7-2004   | Яунде          | Камерун              | 2 – 0      | Кот-д'Івуар | Відбір до ЧС 2006                           | -    |          |
| 5-9-2004   | Каїр           | Єгипет               | 3 – 2      | Камерун     | Відбір до ЧС 2006                           | -    | 80'      |
| 9-10-2004  | Омдурман       | Судан                | 1 – 1      | Камерун     | Відбір до ЧС 2006                           | -    | 46' 58'  |
| 15-11-2005 | Алес (Гар)     | Камерун              | 0 – 0      | Марокко     | товариський матч                            | -    | 46'      |
| 3-6-2007   | Монровія       | Ліберія              | 1 – 2      | Камерун     | Відбір до Кубка африканських націй 2008     | -    | 72'      |
| 17-6-2007  | Гаруа          | Камерун              | 2 – 1      | Руанда      | Відбір до Кубка африканських націй 2008     | -    | 75'      |
| 22-8-2007  | Оїта           | Японія               | 2 – 0      | Камерун     | товариський матч                            | -    | 46'      |
| 9-9-2007   | Малабо         | Екваторіальна Гвінея | 1 – 0      | Камерун     | Відбір до Кубка африканських націй 2008     | -    | 86'      |
| 26-1-2008  | Кумасі         | Камерун              | 5 – 1      | Замбія      | Кубок африканських націй 2008 - 1-й етап    | -    | 67'      |
| 30-1-2008  | Тамале (місто) | Судан                | 0 – 3      | Камерун     | Кубок африканських націй 2008 - 1-й етап    | -    |          |
| 10-2-2008  | Аккра          | Єгипет               | 1 – 0      | Камерун     | Кубок африканських націй 2008 - Фінал       | -    |          |
| 31-5-2008  | Яунде          | Камерун              | 2 – 0      | Кабо-Верде  | Відбір до ЧС 2010                           | -    |          |
| 8-6-2008   | Кьюрпайп       | Маврикій             | 0 – 0      | Камерун     | Відбір до ЧС 2010                           | -    | 81'      |
| 14-6-2008  | Дар-ес-Салам   | Танзанія             | 0 – 0      | Камерун     | Відбір до ЧС 2010                           | -    |          |
| 21-6-2008  | Яунде          | Камерун              | 2 – 1      | Танзанія    | Відбір до ЧС 2010                           | -    |          |
| 6-9-2008   | Прая           | Кабо-Верде           | 1 – 2      | Камерун     | Відбір до ЧС 2010                           | -    | 46'      |
| 11-10-2008 | Яунде          | Камерун              | 5 – 0      | Маврикій    | Відбір до ЧС 2010                           | -    | 70'      |
| 19-11-2008 | Рустенбург     | ПАР                  | 3 – 2      | Камерун     | товариський матч                            | -    |          |
| 11-2-2009  | Бондуфль       | Камерун              | 3 – 1      | Гвінея      | товариський матч                            | -    | 89'      |
| 28-3-2009  | Аккра          | Того                 | 1 – 0      | Камерун     | Відбір до ЧС 2010                           | -    | 59'      |
| Усього     |                | Матчів               | 37         |             | Голів                                       | 3    |          |

## Титули і досягнення
- Володар Кубка Франції (2):

«Парі Сен-Жермен»: 2003–04, 2005–06
- Володар Королівського кубка Саудівської Аравії (1):

«Аль-Іттіхад»: 2012–13
- Олімпійський чемпіон (1):

 Камерун: 2000
- Срібний призер Кубка африканських націй: 2008

## Подальше життя і смерть
У листопаді 2019 року він відмовився від тренерської роботи у збірній Камеруну.
7 січня 2023 року Модест М'Бамі помер від серцевого нападу в місті Гавр, де він проживав.